# Helina pendula
Helina pendula är en tvåvingeart som först beskrevs av Pandelle 1898.  Helina pendula ingår i släktet Helina och familjen husflugor. Inga underarter finns listade i Catalogue of Life.